# Pantai Sendangbiru
Pantai Sendangbiru är en strand i Indonesien.   Den ligger i provinsen Jawa Timur, i den västra delen av landet, 700 km öster om huvudstaden Jakarta.